# Francesc Arnau
Pour les articles homonymes, voir Arnau.
Francesc Arnau, de son nom complet Francesc Arnau Grabulosa (né le 23 mars 1975 à Les Planes d'Hostoles et mort le 22 mai 2021 à Oviedo), est un footballeur espagnol qui évoluait au poste de gardien de but.

## Biographie

### Carrière de joueur
Formé à La Masia, Francesc Arnau débute dans le football professionnel lors de la saison 1994-1995 avec l'équipe C du FC Barcelone. La saison suivante, il se hisse vers l'équipe B. Durant cette saison, il joue 36 rencontres et encaisse 60 buts en 2e Division. Lors de la saison 1996-1997, il prend part à 34 matchs et encaisse 10 buts de moins que durant la saison précédente. Malgré cela, la descente vers la 2e Division B eut lieu.
En 2001, il s'engage avec le Málaga CF, club où il évolue jusqu'en 2011. Ses premières années dans ce nouveau club ne furent pas brillantes, étant donné l'ombre que lui faisait le gardien titulaire d'alors, Pedro Contreras. Il ne disputait alors que très peu de rencontres.
L'arrivée à la tête de l'équipe d'Antonio Tapia pendant la saison 2004-2005 précipita la titularisation de Francesc Arnau, au détriment du titulaire précédent qu'était Juan Catalayud. Arnau reste titulaire la saison suivante, mais le Málaga CF descendit en 2e Division malgré les bonnes prestations accomplies par son portier.
À la moitié de la saison 2006-2007, l'arrivée de Juan Ramón López Muñiz comme entraîneur a pour conséquence la titularisation d'Iñaki Goitia au détriment de Francesc Arnau. Avec la montée en Primera División, Francesc Arnau retrouve de nouveau la place de titulaire.

### Reconversion
Le 21 mai 2011, il met un terme à sa carrière mais il ne quitte pas pour autant son club de Málaga CF puisqu'il devient d'abord membre du staff des équipes de jeunes, puis directeur sportif.
En 2019, il devient directeur sportif du Real Oviedo.
Fransesc Arnau décède le 22 mai 2021, à l'âge 46 ans aux abords de la gare d’Oviedo. L'enquête a conclu à un suicide par précipitation,.

## Palmarès
FC Barcelone
- Champion d'Espagne en 1999

 Équipe d'Espagne espoirs
- Champion d'Europe espoirs en 1998
- Meilleur joueur de l'Euro espoirs 1998